# Film in 1925
Dit artikel gaat over de film in het jaar 1925.

## Succesvolste films
| Plaats | Titel            | Studio              | Opbrengst      | Opbrengst   | Opbrengst           | Opbrengst |
| Plaats | Titel            | Studio              | Internationaal | VS/Canada   | Verenigd Koninkrijk | Australië |
| ------ | ---------------- | ------------------- | -------------- | ----------- | ------------------- | --------- |
| 1.     | The Gold Rush    | United Artists      |                |             |                     |           |
| 2.     | Ben-Hur          | Metro-Goldwyn-Mayer |                | $70.000.000 |                     |           |
| 3.     | His People       | Universal Pictures  |                |             |                     |           |
| 4.     | The Unholy Three | Metro-Goldwyn-Mayer |                | $704.000    |                     |           |
| 5.     | The Freshman     | Pathé Exchange      |                |             |                     |           |

## Lijst van films
- Ben-Hur (aka Ben-Hur: A Tale of the Christ)
- The Best Bad Man
- The Big Parade
- Braveheart
- The Business of Love
- The Circle
- Clash of the Wolves
- The Denial
- Dick Turpin
- Don Q Son of Zorro
- The Eagle
- The Everlasting Whisper
- Fifty-Fifty
- La Fille de l'eau
- The Freshman
- Die freudlose Gasse
- General Nogi and Kumasan (aka Nogi taisho to Kumasan)
- Go West
- The Gold Rush
- Grass: A Nation's Battle for Life
- The Great Divide
- The Great Love
- The Heart Breaker
- His People
- His Secretary
- A Kiss for Cinderella
- Lady of the Night
- Lady Windermere's Fan
- Lazybones
- Little Annie Rooney
- The Lost World
- Lovers in Quarantine
- The Lucky Horseshoe
- The Merry Widow
- The Midshipman
- The Monster
- Old Clothes
- Old Shoes
- The Only Thing
- Oranje Hein
- Pantserkruiser Potjomkin (Russische titel: Bronenosets Potjomkin)
- The Phantom of the Opera
- The Plastic Age
- The Pleasure Garden
- Pretty Ladies
- Proud Flesh
- Quo Vadis?
- The Rainbow Trail
- The Re-Creation of Brian Kent
- Riders of the Purple Sage
- Sally of the Sawdust
- Sally, Irene and Mary
- De schaking van Helena
- Seven Chances
- Shakhmatnaya goryachka (aka Chess Fever)
- Du skal ære din hustru
- A Slave of Fashion
- Staking (Russische titel: Statsjka)
- Street Sketches (aka Shôhin eiga-shû: Machi no sketch)
- The Street of Forgotten Men
- That Royle Girl
- Theodore Case Sound Test: Gus Visser and his Singing Duck
- The Tower of Lies
- Thunder Mountain
- Tumbleweeds
- Under the Crimson Sunset (aka Akai yuhi ni terasarete)
- The Unholy Three
- The Vanishing American
- Varieté
- Wages for Wives
- The White Lily Laments (aka Shirayuri wa nageku)
- The Wizard of Oz
- Wolf Blood
- A Woman's Faith

## Geboren
| Datum                | Naam              | Beroep                              |
| -------------------- | ----------------- | ----------------------------------- |
| 6 januari († 1995)   | Enrique Carreras  | Regisseur / Producent               |
| 9 januari († 1989)   | Lee Van Cleef     | Acteur                              |
| 13 januari († 2000)  | Gwen Verdon       | Actrice / Danseres                  |
| 26 januari († 2008)  | Paul Newman       | Acteur                              |
| 30 januari († 2018)  | Dorothy Malone    | Actrice                             |
| 8 februari († 2001)  | Jack Lemmon       | Acteur                              |
| 11 februari († 2001) | Kim Stanley       | Actrice                             |
| 17 februari († 2021) | Hal Holbrook      | Acteur                              |
| 18 februari († 2016) | George Kennedy    | Acteur                              |
| 20 februari († 2006) | Robert Altman     | Regisseur                           |
| 21 februari († 1984) | Sam Peckinpah     | Regisseur                           |
| 14 april († 2002)    | Rod Steiger       | Acteur                              |
| 19 april († 2016)    | Hugh O'Brian      | Acteur                              |
| 3 juni († 2010)      | Tony Curtis       | Acteur                              |
| 21 juni († 2006)     | Maureen Stapleton | Actrice                             |
| 1 juli († 2011)      | Farley Granger    | Acteur                              |
| 20 juli († 2017)     | Lola Albright     | Actrice                             |
| 23 augustus († 2008) | Robert Mulligan   | Regisseur                           |
| 8 september († 1980) | Peter Sellers     | Acteur / Komiek                     |
| 3 oktober († 2012)   | Gore Vidal        | Schrijver / Acteur                  |
| 5 oktober († 1997)   | Gail Davis        | Actrice                             |
| 16 oktober († 2022)  | Angela Lansbury   | Actrice                             |
| 10 november († 1984) | Richard Burton    | Acteur                              |
| 17 november († 1985) | Rock Hudson       | Acteur                              |
| 8 december († 1990)  | Sammy Davis jr.   | Zanger / Muzikant / Danser / Acteur |
| 13 december          | Dick Van Dyke     | Acteur                              |
| 28 december († 2002) | Hildegard Knef    | Actrice / Zangeres / Schrijfster    |

## Overleden
| Datum      | Naam            | Leeftijd | Beroep          |
| ---------- | --------------- | -------- | --------------- |
| 13 maart   | Lucille Ricksen | 14       | Actrice         |
| 31 oktober | Max Linder      | 41       | Acteur / Komiek |

1870-1879 · 1880-1889 · 1890 · 1891 · 1892 · 1893 · 1894 · 1895 · 1896 · 1897 · 1898 · 1899 · 1900 · 1901 · 1902 · 1903 · 1904 · 1905 · 1906 · 1907 · 1908 · 1909 · 1910 · 1911 · 1912 · 1913 · 1914 · 1915 · 1916 · 1917 · 1918 · 1919 · 1920 · 1921 · 1922 · 1923 · 1924 · 1925 · 1926 · 1927 · 1928 · 1929 · 1930 · 1931 · 1932 · 1933 · 1934 · 1935 · 1936 · 1937 · 1938 · 1939 · 1940 · 1941 · 1942 · 1943 · 1944 · 1945 · 1946 · 1947 · 1948 · 1949 · 1950 · 1951 · 1952 · 1953 · 1954 · 1955 · 1956 · 1957 · 1958 · 1959 · 1960 · 1961 · 1962 · 1963 · 1964 · 1965 · 1966 · 1967 · 1968 · 1969 · 1970 · 1971 · 1972 · 1973 · 1974 · 1975 · 1976 · 1977 · 1978 · 1979 · 1980 · 1981 · 1982 · 1983 · 1984 · 1985 · 1986 · 1987 · 1988 · 1989 · 1990 · 1991 · 1992 · 1993 · 1994 · 1995 · 1996 · 1997 · 1998 · 1999 · 2000 · 2001 · 2002 · 2003 · 2004 · 2005 · 2006 · 2007 · 2008 · 2009 · 2010 · 2011 · 2012 · 2013 · 2014 · 2015 · 2016 · 2017 · 2018 · 2019 · 2020 · 2021 · 2022 · 2023 · 2024 · 2025